# Bárbara Bonola
Bárbara Leticia Bonola Jiménez (1987, Xalapa, Veracruz) es una triatleta profesional mexicana, y miembro de la Selección Nacional.

## Biografía
Bárbara Bonola fue catalogada como quinta lugar en la clasificación sub-23 de la Federación Mexicana de Triatlón, del año 2009. En 2010, estaba decimotercera en esa clasificación sub-23.
En México está dirigido por Eugenio Chimal Domínguez, del club Veratrix; y, representa al club de élite de su ciudad natal Triatlón Sports Xalapa, fundado por su padre, el triatleta y entrenador mexicano Vladimir Bonola Pérez, a comienzos del año 2009.
En la Olimpiada Nacional siempre ha estado entre los diez mejores triatletas mexicanos. Y, en 2009, fue número 9 en la categoría de 20 a 23 años, en 2010 estaba colocada 8ª.
Desde 2007, ha participado en varios triatlones de la UIT. También fue miembro de la delegación oficial mexicana en el Campeonato Mundial en Southport / Gold Coast (2009), en Vancouver (2008) y en Hamburgo (2007), colocándose 10.ª, 10.ª, y 13.ª, respectivamente, en el grupo de edad 20-24 (es decir, no en la élite o la categoría sub-23).
En 2009, en el Gold Coast Gran Final, donde hubo participantes no mexicanos en la carrera sub-23 y en la carrera de grupo de edad (20-24) Bonola fue la segunda mejor atleta mexicana (Michelle Flipo: séptima, Bonola: 10.ª, Mónica Vargas: 15.ª, Lucero Vargas: 33.ª, Eddaly Sánchez Aquino: 51.ª).
Bárbara Bonola hizo la licenciatura en administración de negocios, por la Escuela de Administración de Empresas Turísticas de la Universidad Anáhuac Xalapa.

## Competiciones ITU
La siguiente lista, se basa en la clasificación oficial de la UIT y de la Página de Perfiles de Atletas. Nota: salvo que se indique lo contrario, los siguientes eventos son triatlones (distancia olímpica) y pertenecen a la categoría de Elite.
| Fecha      | Competición                                                                | Lugar           | Posición |
| ---------- | -------------------------------------------------------------------------- | --------------- | -------- |
| 2007-09-02 | BG World Championships (grupo de edad 20-24)                               | Hamburgo        | 13       |
| 2008-03-08 | Pan American Cup                                                           | Valle de Bravo  | 11       |
| 2008-04-06 | Pan American Cup                                                           | Lima            | 9        |
| 2008-04-19 | PATCO Pan American Cup (U23)                                               | Mazatlán        | 8        |
| 2008-04-19 | PATCO Pan American Championship                                            | Mazatlán        | 23       |
| 2008-05-18 | Pan American Cup = Central American and Caribbean Championships            | Ixtapa          | 9        |
| 2008-06-07 | BG World Championships (grupo de edad 20-24)                               | Vancouver       | 10       |
| 2008-10-26 | BG World Cup                                                               | Huatulco        | NF       |
| 2009-06-28 | Copa Pan American                                                          | Puerto Vallarta | 4        |
| 2009-09-12 | Dextro Energy World Championship Series, Grand Final (grupo de edad 20-24) | Gold Coast      | 10       |

NF = no finalizó